# فرودگاه شهری لمی
فرودگاه شهری لمی (به انگلیسی: Lemhi County Airport) یک فرودگاه همگانی با کد یاتا SMN است که یک باند فرود آسفالت دارد و طول باند آن ۱۵۷۰ متر است. این فرودگاه در کشور ایالات متحده آمریکا قرار دارد و در ارتفاع ۱۲۳۲٫۳ متری از سطح دریا واقع شده است.